# 無棘長體八角魚
無棘長體八角魚，為輻鰭魚綱鮋形目杜父魚亞目八角魚科的其中一種，為溫帶海水魚，分布於北太平洋白令海至美國加州北部海域，棲息深度8-102公尺，本魚背鰭小，尾鰭圓形，胸鰭有肉質的鰭條，最後的3鰭條末端與薄膜分離，背部褐色，背鰭軟條5-6枚、臀鰭軟條4-5枚，體長可達15公分，棲息在岩石底質底層水域，生活習性不明。

## 扩展阅读
維基物種上的相關：無棘長體八角魚